# МАРМ

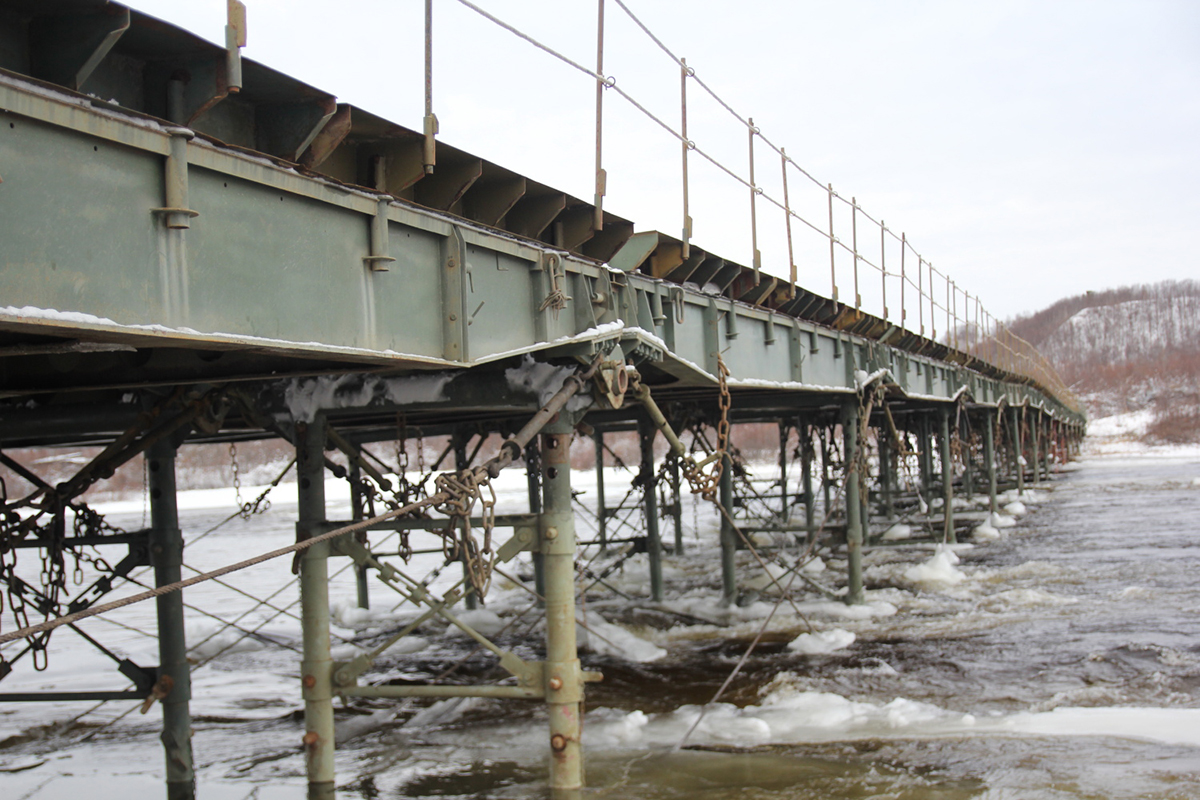
Тактико-специальное учение по наведению и обороне Малого автодорожного разборного моста (МАРМ) через водные преграды в Мурманской области.

МАРМ — малый автодорожный разборный мост.
Малый автодорожный разборный мост МАРМ предназначен для возведения низководных мостов через небольшие реки шириной до 100 м и глубиной до 4 м, возведения путепроводов для развязки движения в разных уровнях в местах пересечения автомобильных дорог с другими автомобильными и железными дорогами, а также для устройства эстакадных участков высоководных и наплавных мостов на автомобильных дорогах.

## Техническое описание

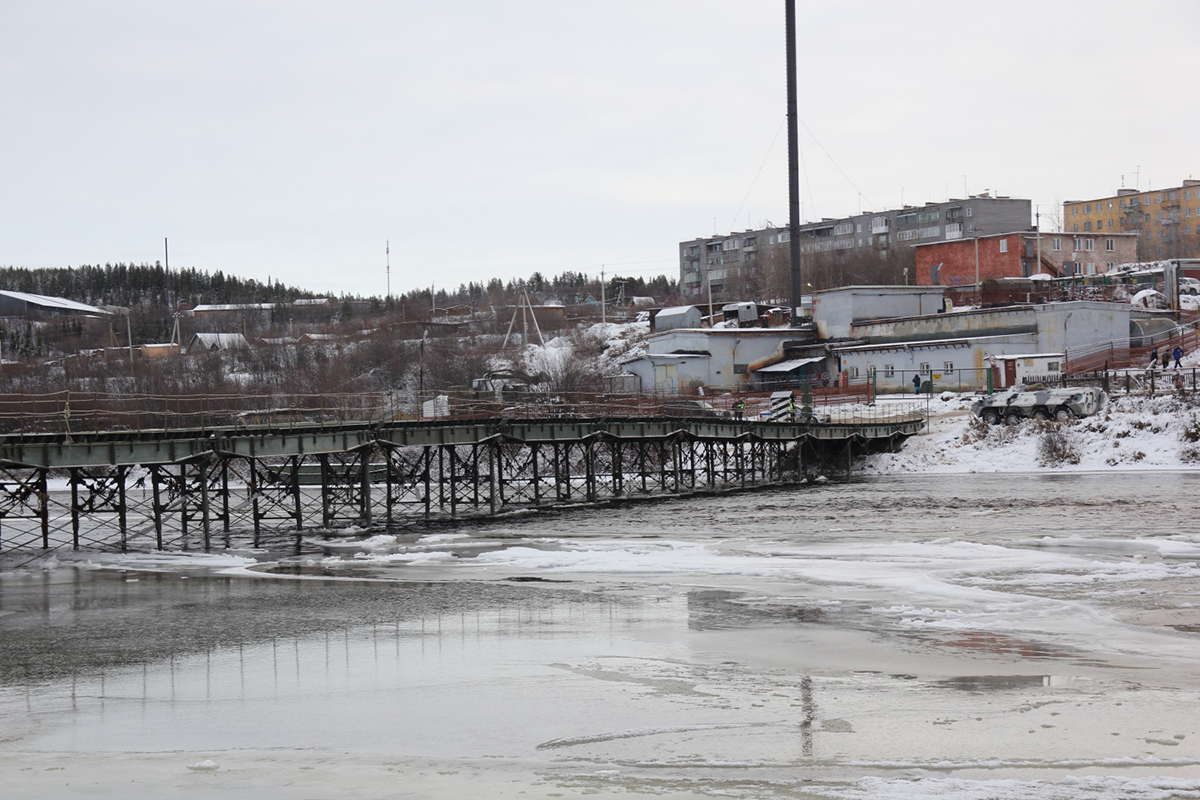

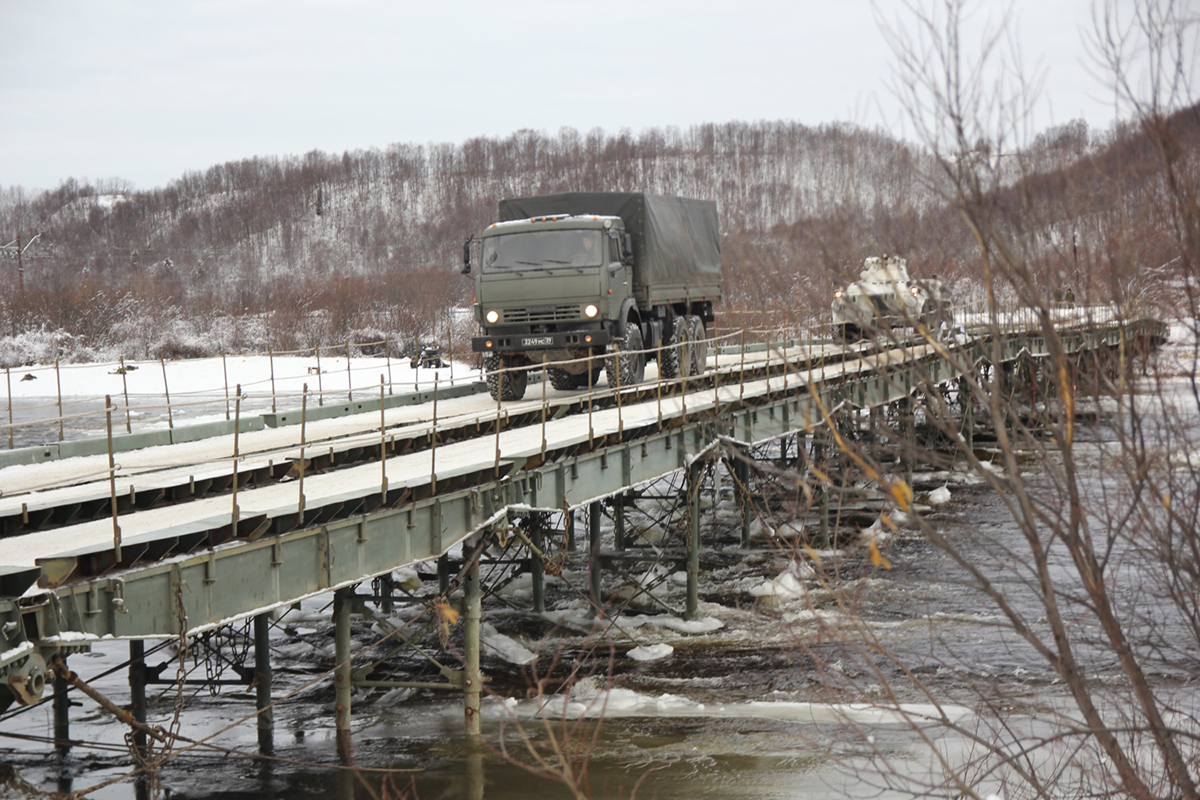

Мост длиной 118,24 м и грузоподъемностью 50 т собирается силами роты (40 солдат и сержантов) за 7-8 часов, путепровод — за 4-5 часов.

### Тактико-технические характеристики
- грузоподъёмность — 50 т;
- общая длина моста, собираемого из одного комплекта — 118 м;
- ширина проезжей части моста — 4,2 м;
- пролет — 9,3 м;
- максимальная высота пролета — 5 м;
- шаг изменения высоты опоры — 0,15 м;
- масса комплекта — 148 т;
- материал основных конструкций — низколегированная сталь 15ХСНД и 10Г2С1Д.

### Перевозка моста
Мост перевозится на 16 автомобилях ЗИЛ-130 и 13 прицепах 1-Р-5 (ТМЗ-804А).

### Табель моста
Комплект МАРМ включает в себя:
- 11 пролетных строений с ездой по верху расчетным пролетом 9,3 м и габаритом проезда 4,2 м;
- 2 береговых пролета (аппарели) расчетным пролетом 7,97 м;
- 10 промежуточных опор высотой от 2 до 5 м;
- 2 береговые опоры;
- монтажное оборудование и приспособления для транспортирования.

Вся материальная часть МАРМ делится на группы:
- пролетных строений;
- опор;
- монтажного оборудования;
- сопряжений с высоководными и наплавными мостами;
- запасных частей;
- приспособлений для транспортирования.